# 자궁내막증
자궁내막증(子宮內膜症, endometriosis)은 자궁 안에 정상적으로 성장하고 있는 조직이 밖으로 나와서 성장하는 질병이다.
주요 증상은 골반통과 불임이다. 영향을 받은 환자의 절반 가까이가 만성적인 골반통을 앓고 있으며 그 밖의 70%는 통증이 월경 때 찾아온다. 성교 시 통증 또한 일반적이다. 여성 중 최대 절반이 불임을 경험한다. 그 밖의 흔하지 않은 증상으로는 비뇨기나 창자에 관련한 증상들이다. 자궁내막증이 있는 여성들 가운데 25% 정도는 증상이 없다. 자궁내막증은 사회적, 심리학적 영향을 둘 다 보일 수 있다.
원인은 명확하게 밝혀져 있지 않다. 위험 요인으로는 이 질병을 앓은 가족력이 포함된다.
자궁내막증은 여성 중 약 6~10%에서 발생하는 것으로 짐작된다.